# Bonifacio de Verona
Bonifacio de Verona (en italiano: Bonifacio da Verona, en griego: Βονιφατίου της Βερόνα; c. 1270-fines de 1317 o principios de 1318) fue un noble de origen lombardo que desempeñó un papel importante en el Ducado de Atenas y la Triarquía de Negroponte en la Francocracia a finales del siglo xiii y principios del siglo xiv.
Un pobre caballero de una rama menor de su familia, se convirtió en protegido de Guido II de la Roche, duque de Atenas, expulsó a los bizantinos de Eubea en 1296, y ascendió hasta convertirse en uno de los más poderosos señores de la Francocracia. Sirvió como regente del Ducado de Atenas en 1308–1309, después de la muerte de Guido II, y fue capturado por la Compañía Catalana en la batalla del río Cefiso el 15 de marzo de 1311. Bonifacio, a quien los catalanes estimaban, rehusó la oferta de convertirse en su líder, pero mantuvo una estrecha relación con ellos, compartiendo una hostilidad hacia la República de Venecia y sus propios intereses en Eubea. Bonifacio murió en 1317/1318, dejando a su yerno, el vicario general catalán Alfonso Fadrique, como el principal heredero de sus extensos dominios.

## Biografía
Bonifacio nació probablemente alrededor de 1270, hijo de Francesco de Verona y nieto de Gilberto I de Verona, uno de los tres barones lombardos originales (los «triarcas») que dividieron la isla de Negroponte (Eubea) entre ellos. El padre de Bonifacio, como era el hijo más joven, no heredó la Triarquía de su padre. La identidad de la madre de Bonifacio es desconocida.

### Carrera bajo Guido II

Mapa de los estados de la Francocracia, c. 1278

Bonifacio, debido a que también era el más joven de tres hermanos, heredó de su padre solamente un castillo, que vendió en 1287 con el fin de armar y equipar a diez caballeros y escuderos, y se dirigió a la corte del Ducado de Atenas. Ahí se convirtió en amigo y compañero cercano del joven duque, Guido II de la Roche. En junio de 1294, durante una fiesta en Tebas —la segunda capital del ducado— para celebrar la mayoría de edad de Guido, Bonifacio había sido escogido por este para ser quien lo armara caballero. Como se describe en la crònica de Ramón Muntaner, Bonifacio se destacaba por su espléndida vestimenta aun entre la nobleza reunida de la Francocracia, que lucía sus mejores galas. Como recompensa por ser armado caballero, Guido concedió a Bonifacio una anualidad de cincuenta mil sueldos y también le confirió trece castillos en el continente, entre ellos el señorío de Gardiki, en el sur de Tesalia, que Guido había heredado de su madre, y la isla de Salamina. Bonifacio también recibió en matrimonio la mano de la señora de Egina y de Caristo, en el extremo meridional de Eubea, cuay identidad se desconoce, aunque fue identificada como «Inés de Cicon» por los primeros académicos. Además, el duque estipuló que, en el caso de su muerte prematura, Bonifacio se convertiría en regente del ducado.
Dos años después, Bonifacio volvió su atención a su isla natal de Eubea. En la década de 1270, un renegado llamado Licario al servicio del Imperio bizantino había conquistado la mayor parte de Eubea pero, después de la partida de Licario de la isla alrededor de 1280, los lombardos comenzaron a recuperar los bastiones que habían perdido. En 1296, Bonifacio decidió hacer una campaña contra el resto de los bastiones bizantinos en la isla, que incluían Caristo, la herencia de su esposa. Bonifacio había conseguido rápidos éxitos y, para el final del año, consiguió no solo recuperar Caristo, sino también expulsar por completo a los bizantinos de la isla. Esta campaña lo convirtió en la figura más poderosa de la isla ya que, además de Caristo, que era suya por derecho de su esposa, mantuvo las otras fortalezas que había capturado; también le favorecía el hecho de que la mayoría de los reclamantes sobrevivientes de los triarcas lombardos fuesen mujeres. Al mismo tiempo, sin embargo, la República de Venecia hizo cada vez más sentir su presencia en la isla a través de su colonia en Calcis y mediante la creciente influencia del representante local veneciano, el bailío.
En 1302 o 1303, después de la repentina muerte del gobernante de Tesalia, Constantino Ducas, la región pasó a manos de su joven hijo, Juan II. La regente de Epiro, Ana Paleóloga Cantacucena, viendo la oportunidad de anexar Tesalia a su Estado, invadió el territorio y se apoderó de la ciudad de Fanari. Guido II, a quien su tío Constantino Ducas había designado como guardián de Juan II hasta que este alcanzara la mayoría de edad, reaccionó rápidamente movilizando a sus vasallos, Bonifacio de Verona entre ellos. Según la Crónica de Morea, Bonifacio se unió a Guido y al mariscal del Principado de Acaya, Nicolás III de Saint Omer, con un centenar de caballeros. El tamaño de los contingentes francos impresionaron tanto a Ana, que ofreció rápidamente abandonar Fanari a cambio de la paz. Su propuesta fue aceptada, y las fuerzas francas se trasladaron al norte, hasta los territorios bizantinos alrededor de Tesalónica, donde la emperatriz Yolanda de Montferrato, quien mantenía la ciudad como feudo, las convenció de retirarse sin causar incidentes. En 1308, Venecia acusó a Bonifacio, junto con Guido, Antonio le Flamenc, y Bernat de Rocafort, el caudillo de la Compañía Catalana, de conspirar para apoderarse de la colonia veneciana de Calcis, pero la repentina muerte de Guido el 5 de octubre, sin dejar un heredero, cambió la situación. Bonifacio sirvió como regente del ducado hasta la llegada del nuevo duque, Gualterio V de Brienne, en agosto o septiembre de 1309.

### Batalla del río Cefiso y consecuencias
Casi inmediatamente el nuevo duque se enfrentó a la amenaza de los mercenarios de la Compañía Catalana. Desde 1306, los catalanes habían estado incursionando en Tesalia desde el norte. Gualterio ahora se involucraba en un conflicto contra Juan II Ducas, quien se había vuelto contra el tutelaje franco y, buscando hacerse independiente, unió sus fuerzas con Epiro y los bizantinos. Los catalanes capturaron y guarnecieron varias fortalezas, pero cuando Gualterio trató de engañarlos con la paga prometida, los catalanes marcharon hacia el mismo ducado, invadiendo Beocia en el invierno de 1310-1311. Como respuesta, Gualterio reunió a sus feudatarios y, reforzado por contingentes procedentes del Principado de Acaya y el Ducado de Naxos, marchó a su encuentro en batalla. Bonifacio también se unió a las fuerzas atenienses, y fue testigo del testamento de Gualterio en Zituni el 10 de marzo de 1311, junto con otro barón eubeota, Juan de Maisy. Cinco días después, el ejército franco fue aniquilado en una emboscada bien preparada en la batalla del río Cefiso, donde la mayoría de la caballería de Atenas pereció junto a su duque. Bonifacio fue uno de los pocos señores que fueron tomados cautivos. Los catalanes, que lo consideraban su amigo, le perdonaron la vida.
La batalla del río Cefiso había quebrantado la situación de la Francocracia: la mayoría de la nobleza franca había perecido en el choque y los catalanes tomaron rápidamente el Ducado de Atenas. Estos se enfrentaban entonces a la tarea de gobernar los territorios recién adquiridos. Careciendo de un líder de suficiente prestigio social, en un primer momento se dirigieron a Bonifacio, quien entonces era el más importante noble franco sobreviviente en todo el norte de Grecia, y al que estimaban mucho; Muntaner lo describe como «el noble más sabio y cortés que jamás había nacido». Temiendo las represalias por parte de Venecia en Negroponte, y poco dispuesto a indisponerse con el resto de los francos de Grecia cuando la permanencia del régimen catalán era todavía incierta, Bonifacio declinó el honor. En consecuencia, los catalanes escogieron como dirigente a otro señor cautivo franco, Roger Desllor. Desllor sirvió hasta 1312, cuando el rey Federico II de Sicilia nombró a su hijo Manfredo duque de Atenas y envió un vicario general para gobernar el país en su nombre.

### Últimos años y muerte

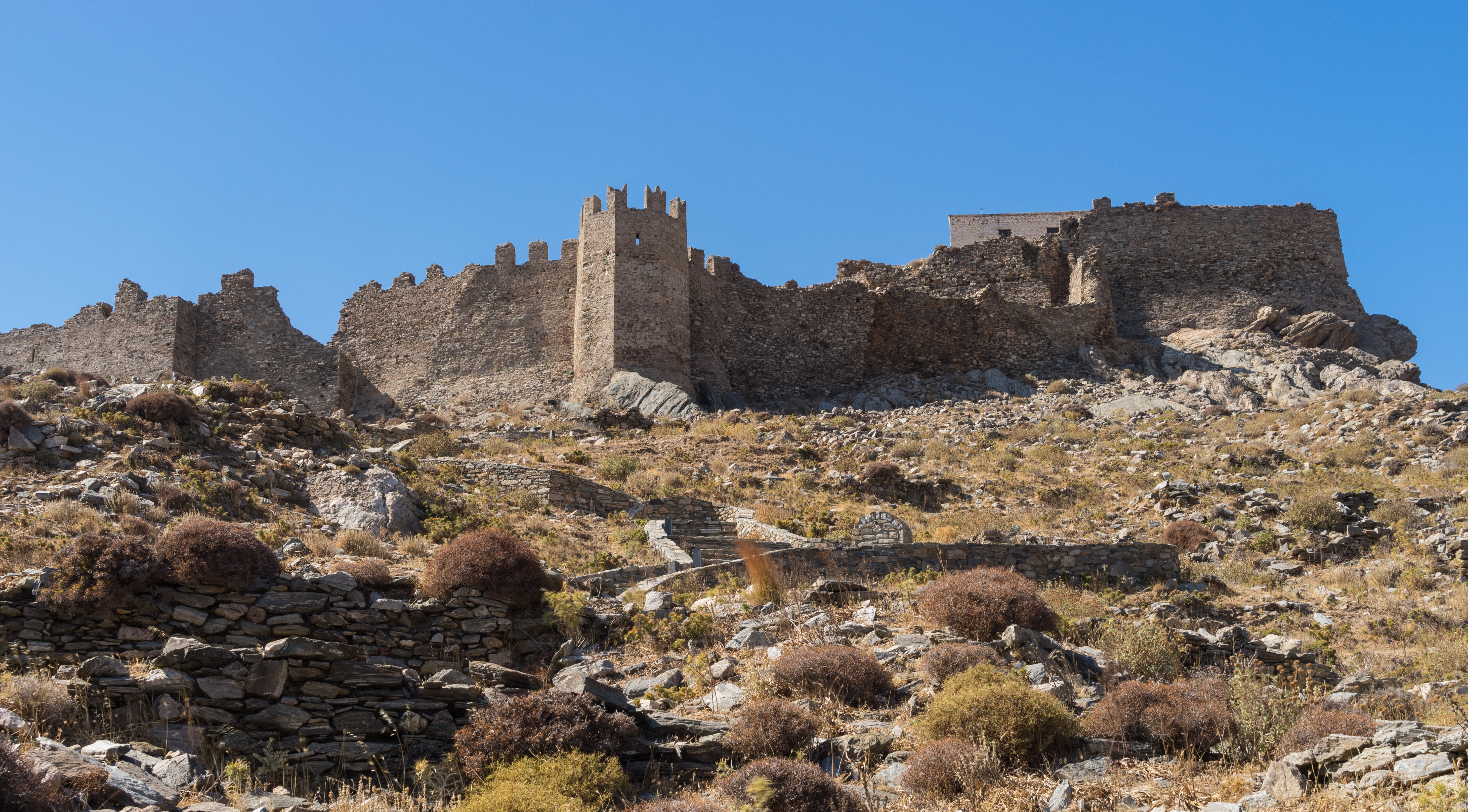
El castillo de Caristo en 2016.

Sin embargo, Bonifacio seguía siendo uno de los más poderosos señores de la Francocracia en los años 1310: no solo controlaba la mayor parte de Eubea, así como Egina y Salamina, sino que también era el más rico de los señores francos de la isla. Sus relaciones con Venecia seguían tensas, ya que la República sospechaba que tenía la intención de instalarse a sí mismo como señor de toda Eubea con la ayuda catalana. Como resultado, la República comenzó la fortificación de su colonia en Calcis, para lo cual los barones locales, con excepción de Bonifacio, acordaron contribuir con dinero. Además, Bonifacio estuvo envuelto en disputas con las autoridades venecianas locales sobre la piratería por parte de algunos de sus súbditos contra los embarques venecianos, que condujo a la confiscación de sus bienes por el bailío veneciano en Calcis. En 1317, sin embargo, en una disputa entre Bonifacio y el veneciano Andrea Cornaro, gobernador de la mitad de la triarquía, los catalanes tomaron partido por este último y le enviaron dos mil soldados para reforzar la guarnición de Calcis.
En ese mismo año, el nuevo vicario general catalán, Alfonso Fadrique, llegó a Grecia. Bonifacio acordó pronto una alianza completa con los catalanes, casando a su hija Marulla con Alfonso, mientras que prácticamente desposeía a su otra hija Helena y a su hijo Tomás de su herencia. Alfonso y sus hombres invadieron Eubea y probablemente conquistaron la mayor parte de ella, posiblemente con la intención de instalar a su suegro como su gobernante, pero Bonifacio murió a finales de 1317 o principios de 1318. La presión diplomática sobre su padre, el rey Federico II, y una victoria veneciana en el mar obligaron a Alfonso a retirarse de la isla a finales de 1318. Una prolongada disputa pronto comenzó entre los Fadriques, quienes reclamaban la herencia completa de Bonifacio, particularmente los castillos de Caristo y Larmena en Eubea, y Venecia, que apoyó tibiamente las pretensiones de Tomás, que era ciudadano veneciano. Al final, Venecia consiguió asegurar Larmena y se convirtió gradualmente en la potencia dominante en la isla durante las siguientes décadas; adquirió Caristo de los herederos de Alfonso en 1365.